# Natalie Gohrke
Natalie Gohrke (* 7. Januar 1983 in Herne) ist eine ehemalige deutsche Basketballspielerin. Sie bestritt 47 A-Länderspiele.

## Werdegang
Gohrke war Torhüterin der Jugendnationalmannschaft im Wasserball, musste diesen Sport aber im Jahr 1997 aufgrund einer Chlorallergie aufgeben.
Sie begann daraufhin bei Citybasket Recklinghausen mit dem Basketballspiel und gewann zusammen mit ihrer Mannschaft im Jahr 2001 die Deutsche Meisterschaft in der A-Jugend. 2002 folgte die A-Jugend-Vizemeisterschaft. Als sich ihr Verein 2002 aus der Bundesliga zurückzog, folgte Gohrke ihrem Trainer Donato Briganti zur BG Dorsten.
Mit Dorsten wurde sie in der Saison 2002/03 Deutsche Meisterin der U20 (unter 20-Jährigen). Gohrke wurde auch in der Damen-Bundesliga eingesetzt und errang mit ihrer Mannschaft in der Saison 2003/04 den Deutschen Pokalsieg und wurde in der deutschen Meisterschaft Zweite.
Im Jahr 2005 wurde sie in die A-Nationalmannschaft berufen und debütierte am 18. Juli 2005 im Spiel gegen Polen. Nach der Saison 2006/07 stieg ihr Verein BG Dorsten aus der Damen-Basketball-Bundesliga aus. Die 1,80 Meter lange Gohrke wechselte gemeinsam mit ihrer Mannschaftskollegin Margret Skuballa zum BC Marburg. Sie war Spielerin der deutschen Nationalmannschaft bei der Europameisterschaft 2007 in Chieti (Italien). Ab 2008 studierte sie Veterinärmedizin in der Justus-Liebig-Universität Gießen.
Gohrke wurde 2008 wieder in die Nationalmannschaft berufen, zog sich aber bei einem Vorbereitungsspiel zur Europameisterqualifikation einen Kahnbeinbruch der rechten Hand zu, konnte die Europameisterschaftsqualifikation nicht bestreiten und fiel acht Spieltage in der Bundesliga aus.
In der Spielzeit 2009/10 belegte sie mit dem BC Marburg den dritten Platz in der Deutschen Meisterschaft, 2010/11 den dritten Rang im Deutschen Pokalwettbewerb. 2014 beendete sie ihre Basketballkarriere.